# Rissoa
Genre
Rissoa est un genre de minuscules escargots de mer, mollusques gastéropodes marins ou micromollusques de la famille des Rissoidae.

## Étymologie
Le genre porte le nom d'Antoine Risso, un naturaliste de Nice qui examina quelques petits coquillages introduits pour la première fois par Ch. de Freminville. Ils ont ensuite été décrits par A. Demarest en 1814 dans le « Nouveau Bulletin de la Société Philomatique ».

## Liste des espèces
Selon BioLib (25 mars 2022) :
- Rissoa aartseni Verduin, 1985
- Rissoa acicula Risso, 1826
- Rissoa aequatorialis Thiele, 1925
- Rissoa aethiopica Thiele, 1925
- Rissoa africana Thiele, 1925
- Rissoa albugo R. B. Watson, 1873
- Rissoa allermonti F. Nordsieck, 1972
- Rissoa alleryi F. Nordsieck, 1972
- Rissoa angustior (Monterosato, 1917)
- Rissoa atomus Smith, 1890
- Rissoa auriculata L. Seguenza, 1903
- Rissoa auriformis Pallary, 1904
- Rissoa auriscalpium (Linnaeus, 1758)
- Rissoa aurita T. A. di Monterosato, 1877
- Rissoa benzi A. Aradas & Maggiore, 1843
- Rissoa canariensis d'Orbigny, 1840
- Rissoa candidata W. H. Turton, 1932
- Rissoa capensis Sowerby
- Rissoa crawfordi Smith, 1901
- Rissoa curta W. H. Dall, 1927
- Rissoa cylindrella N. H. J. Odhner, 1924
- Rissoa decorata Philippi, 1846
- Rissoa decurtata T. A. di Monterosato, 1884
- Rissoa densa F. Nordsieck, 1972
- Rissoa desmarestii "Audouin" Issel, 1869
- Rissoa durbanensis J.R. le B. Tomlin, 1916
- Rissoa ehrenbergi R. A. Philippi, 1844
- Rissoa elongata R.A. Philippi, 1836
- Rissoa erranea F. Nordsieck, 1982
- Rissoa euchila R. B. Watson, 1833
- Rissoa euxinica K.O. Milaschewitsch, 1909
- Rissoa frauenfeldiana Brusina, 1868
- Rissoa fremenvillei "Audouin" Issel, 1869
- Rissoa gemmula P. Fischer, 1871
- Rissoa gomerica F. Nordsieck & F. G. García-Talavera, 1979
- Rissoa granulum R.A. Philippi, 1844
- Rissoa guerinii Récluz, 1843
- Rissoa guernei P. Dautzenberg, 1889
- Rissoa hyalina Desmarest, 1814
- Rissoa ilca Thiele, 1925
- Rissoa ina Thiele, 1925
- Rissoa infrastriolata Thiele, 1925
- Rissoa insignificans H. Strebel, 1908
- Rissoa irritans Thiele, 1925
- Rissoa italiensis Verduin, 1985
- Rissoa janusi Nordsieck, 1972
- Rissoa kajiyamai T. Habe, 1961
- Rissoa kwandangensis (M.M. Schepman, 1909)
- Rissoa labiosa (Montagu, 1803)
- Rissoa lia (Monterosato, 1884 ex Benoit ms.)
- Rissoa lilacina Récluz, 1843
- Rissoa listeri W.H. Dall, 1927
- Rissoa macrostoma Thiele, 1925
- Rissoa maya (M. Yokoyama, 1926)
- Rissoa melanostoma Requien, 1848
- Rissoa melanostomoides F. Nordsieck & F. G. García-Talavera, 1979
- Rissoa membranacea J. Adams, 1800
- Rissoa mirabilis Manzoni, 1868
- Rissoa monodonta Philippi, 1836
- Rissoa mortoni J.D. Kurtz, 1860
- Rissoa multicincta Smriglio & Mariottini, 1995
- Rissoa multicostata F. Nordsieck & F. G. García-Talavera, 1979
- Rissoa munda T. A. di Monterosato, 1884
- Rissoa nina F. Nordsieck, 1968
- Rissoa obeliscus May, 1915
- Rissoa obesula P. Dautzenberg, 1889
- Rissoa octona S. Nilsson, 1822
- Rissoa oenonensis S. Brusina, 1866
- Rissoa olangoensis G.T. Poppe, S.P. Tagaro & P. Stahlschmidt, 2015
- Rissoa ordinaria E.A. Smith, 1890
- Rissoa panhormensis Verduin, 1985
- Rissoa paradoxa (Monterosato, 1884)
- Rissoa paradoxissima F. Nordsieck, 1972
- Rissoa parva da Costa, 1779
- Rissoa paupera Thiele, 1925
- Rissoa peregra Thiele, 1925
- Rissoa perforata Thiele, 1925
- Rissoa pernambucensis R. B. Watson, 1885
- Rissoa perspecta E. A. Smith, 1904
- Rissoa plagiostoma Thiele, 1925
- Rissoa poliana A. Risso, 1826
- Rissoa pompholyx W. H. Dall, 1927
- Rissoa pontica F. Nordsieck, 1972
- Rissoa prismatica T. A. di Monterosato, 1884
- Rissoa proditoris Thiele, 1925
- Rissoa pseudoguerini F. Nordsieck & F. G. García-Talavera, 1979
- Rissoa pseustes E.A. Smith, 1890
- Rissoa pulchella R. A. Philippi, 1836
- Rissoa pupiformis A. Adams, 1860
- Rissoa puraeformis A. Adams, 1860
- Rissoa pyrrhais R. B. Watson, 1885
- Rissoa radiata R. A. Philippi, 1836
- Rissoa rara Thiele, 1925
- Rissoa reticulata (P.D. Montfort, 1810)
- Rissoa rodhensis Verduin, 1985
- Rissoa rubrocincta Danilo & Sandri, 1856
- Rissoa rufilabris Leach, 1815
- Rissoa sarsi S. L. Lovén, 1846
- Rissoa scurra (Monterosato, 1917)
- Rissoa sfaxiana F. Nordsieck, 1972
- Rissoa siberutensis Thiele, 1925
- Rissoa similis Scacchi, 1836
- Rissoa sismondiana Issel, 1869
- Rissoa splendida Eichwald, 1830
- Rissoa spongiocola T. A. di Monterosato, 1883
- Rissoa strangulata S. Brusina, 1865
- Rissoa stricta F. Nordsieck, 1972
- Rissoa subventricosa Cantraine, 1842
- Rissoa sumatrana Thiele, 1925
- Rissoa sundaica Thiele, 1925
- Rissoa syngenes Verrill, 1884
- Rissoa testudae Verduin, 1979
- Rissoa thomsoni J. G. Jeffreys, 1877
- Rissoa toroensis Olsson & McGinty, 1958
- Rissoa torquilla Pallary, 1912 ex Monterosato ms.
- Rissoa transitans F. Nordsieck, 1972
- Rissoa tunetana Pallary, 1912
- Rissoa turrita T. A. di Monterosato, 1890
- Rissoa variabilis (Von Muehlfeldt, 1824)
- Rissoa ventricosa Desmarest, 1814
- Rissoa venusta R. A. Philippi, 1844
- Rissoa verdensis E. Rolán & Á. De Oliveira, 2008
- Rissoa vicina K.O. Milaschewitsch, 1909
- Rissoa violacea Desmarest, 1814

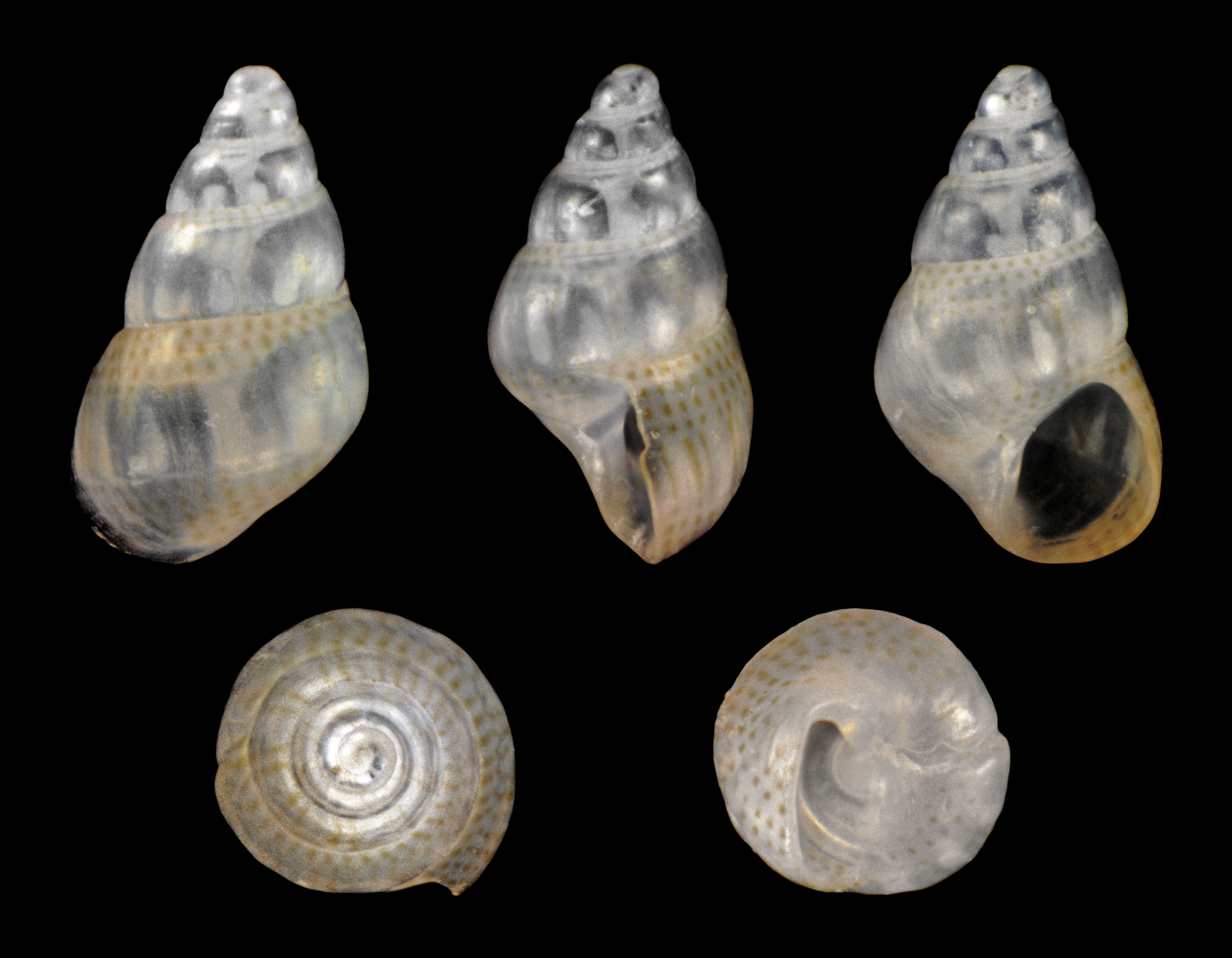
Rissoa albugo.
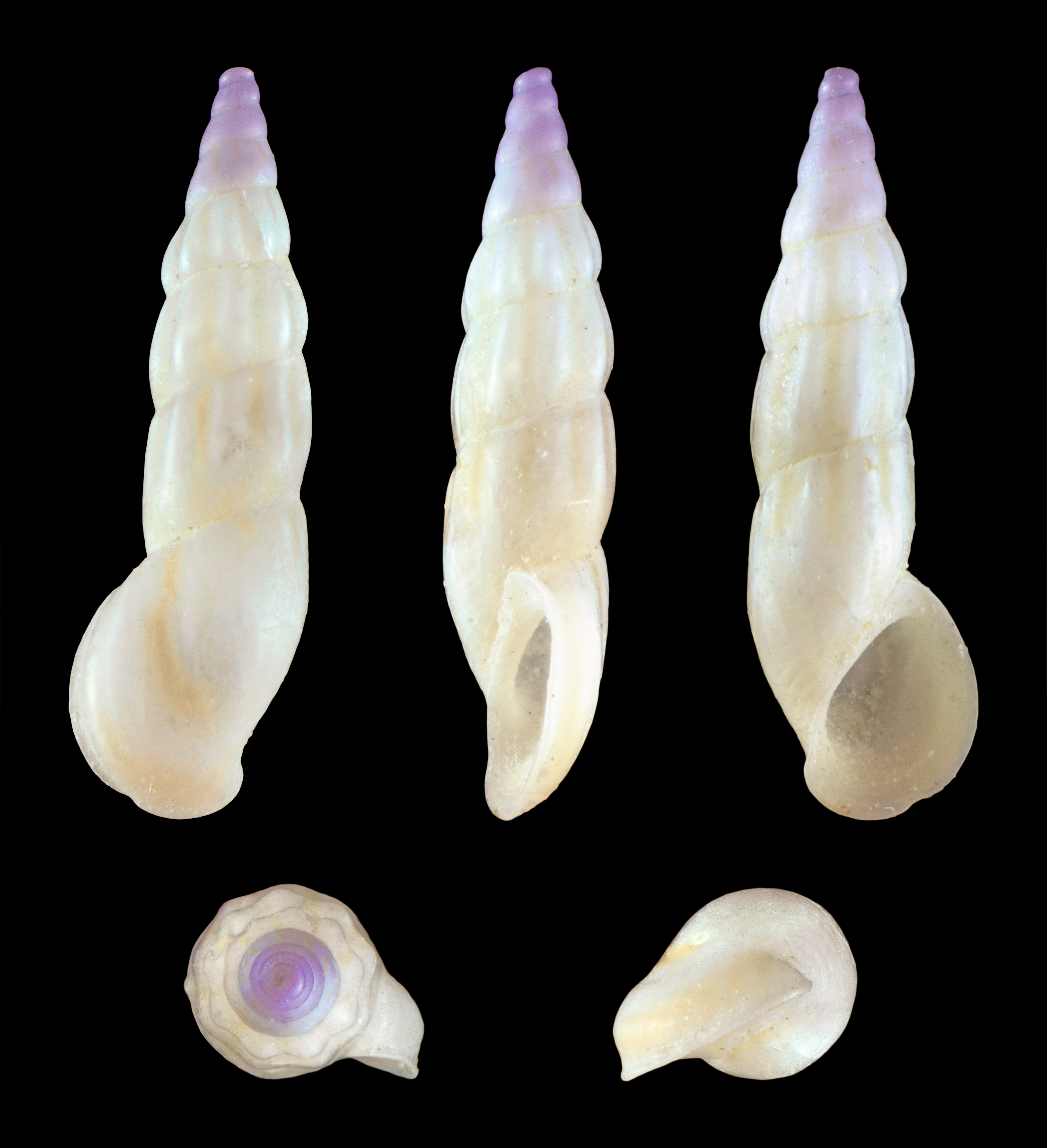
Rissoa auriscalpium.
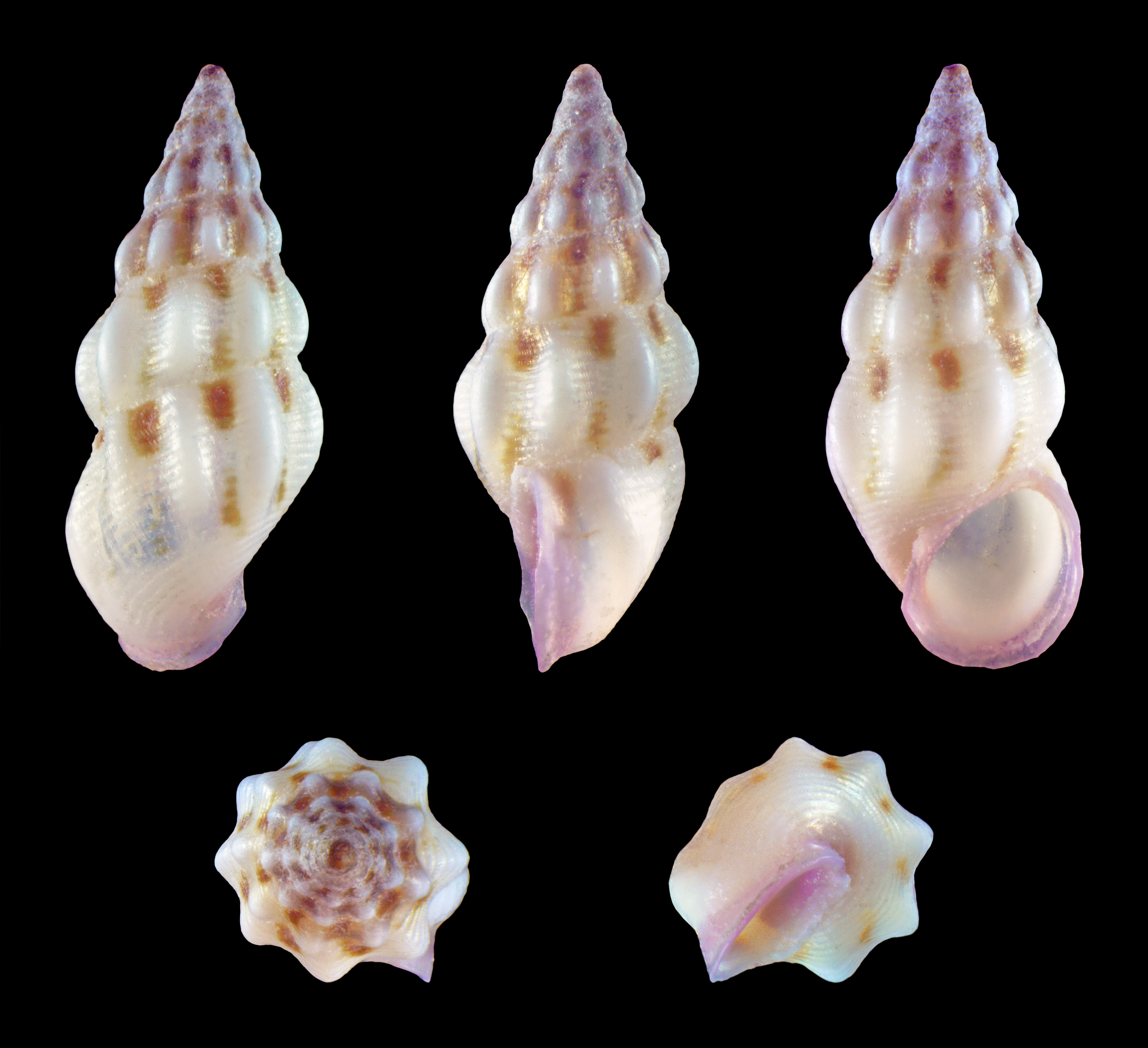
Rissoa decorata.
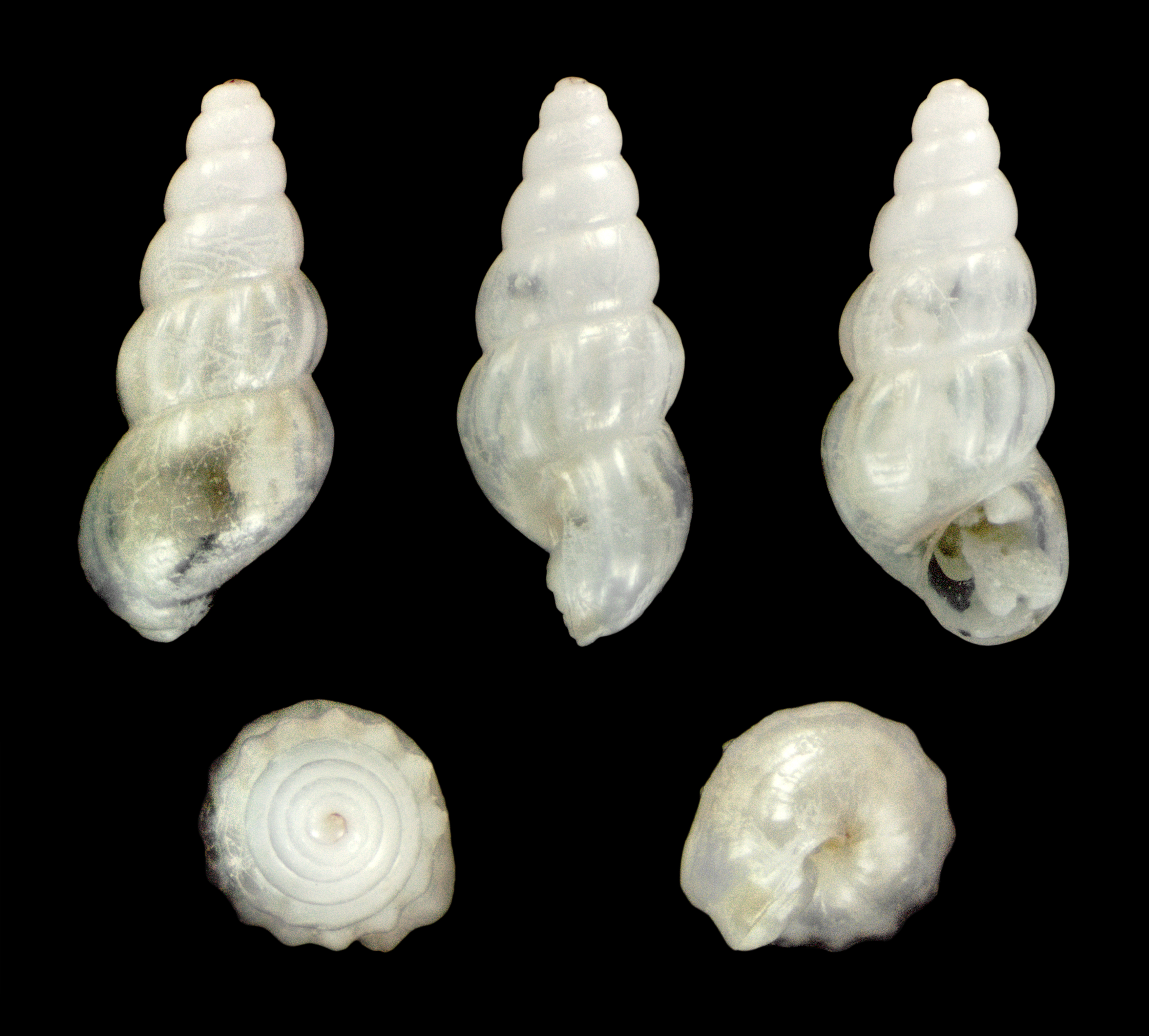
Rissoa gemmula.
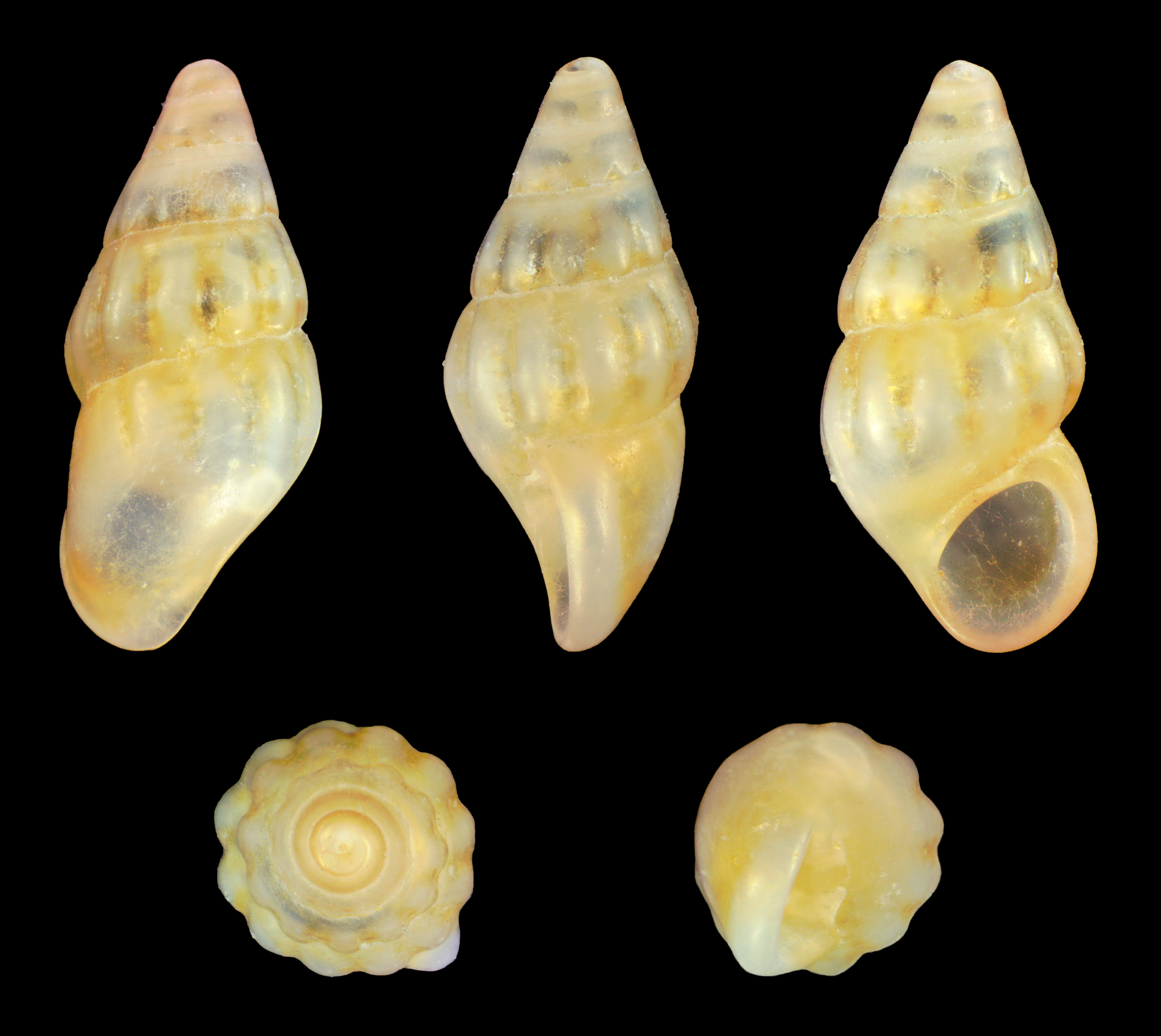
Rissoa gomerica.
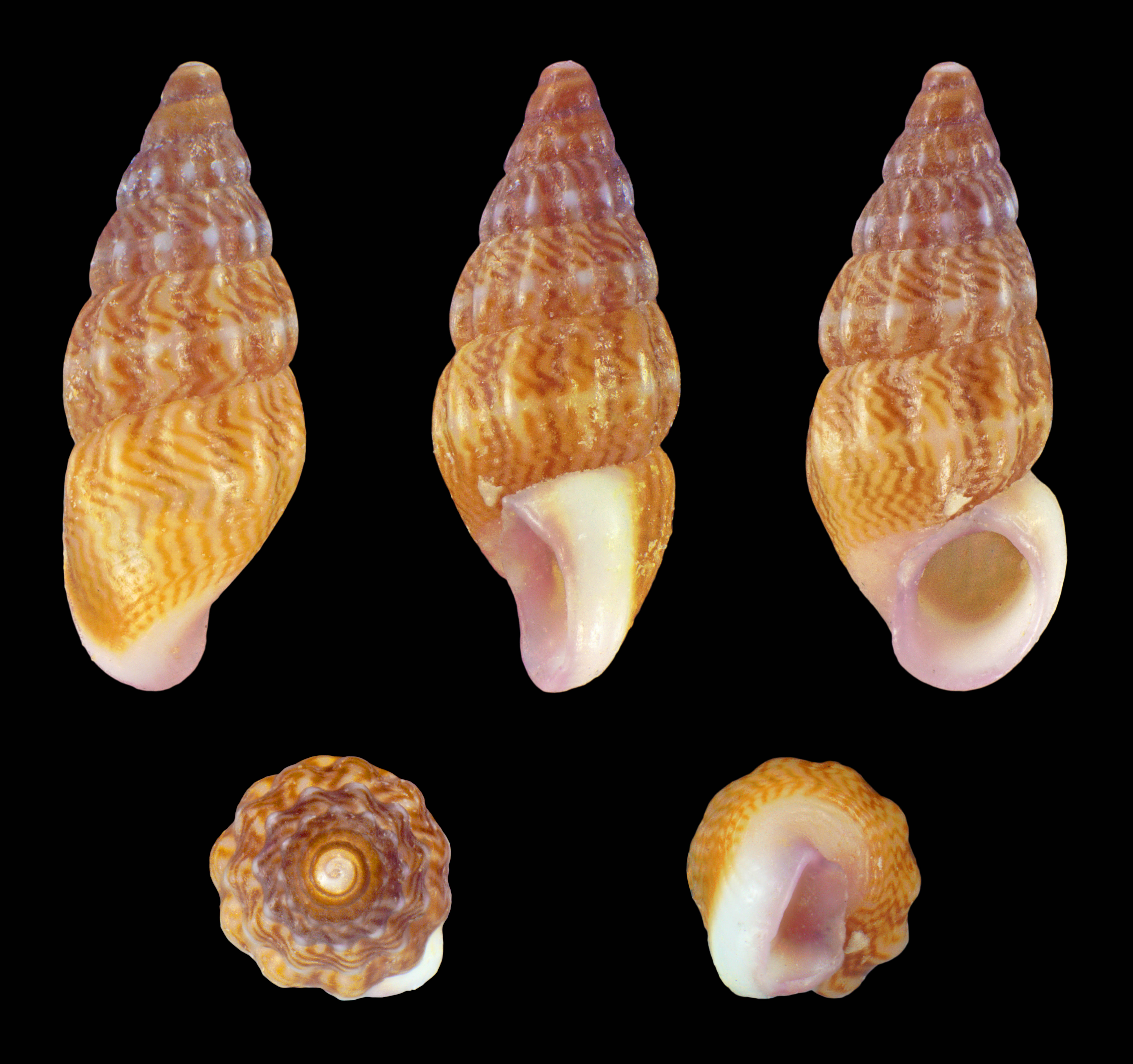
Rissoa guerinii.
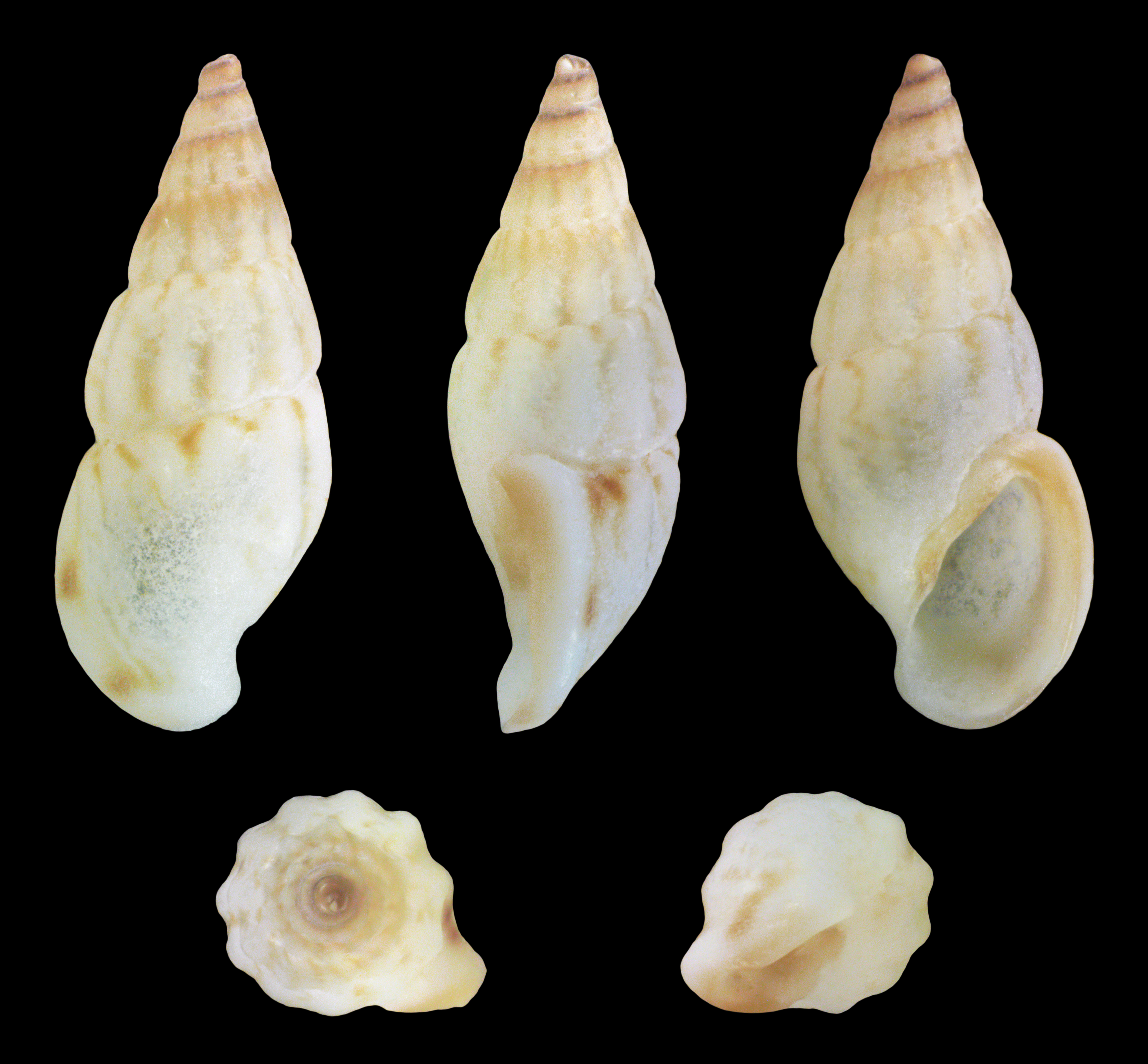
Rissoa membranacea var. labiosa.
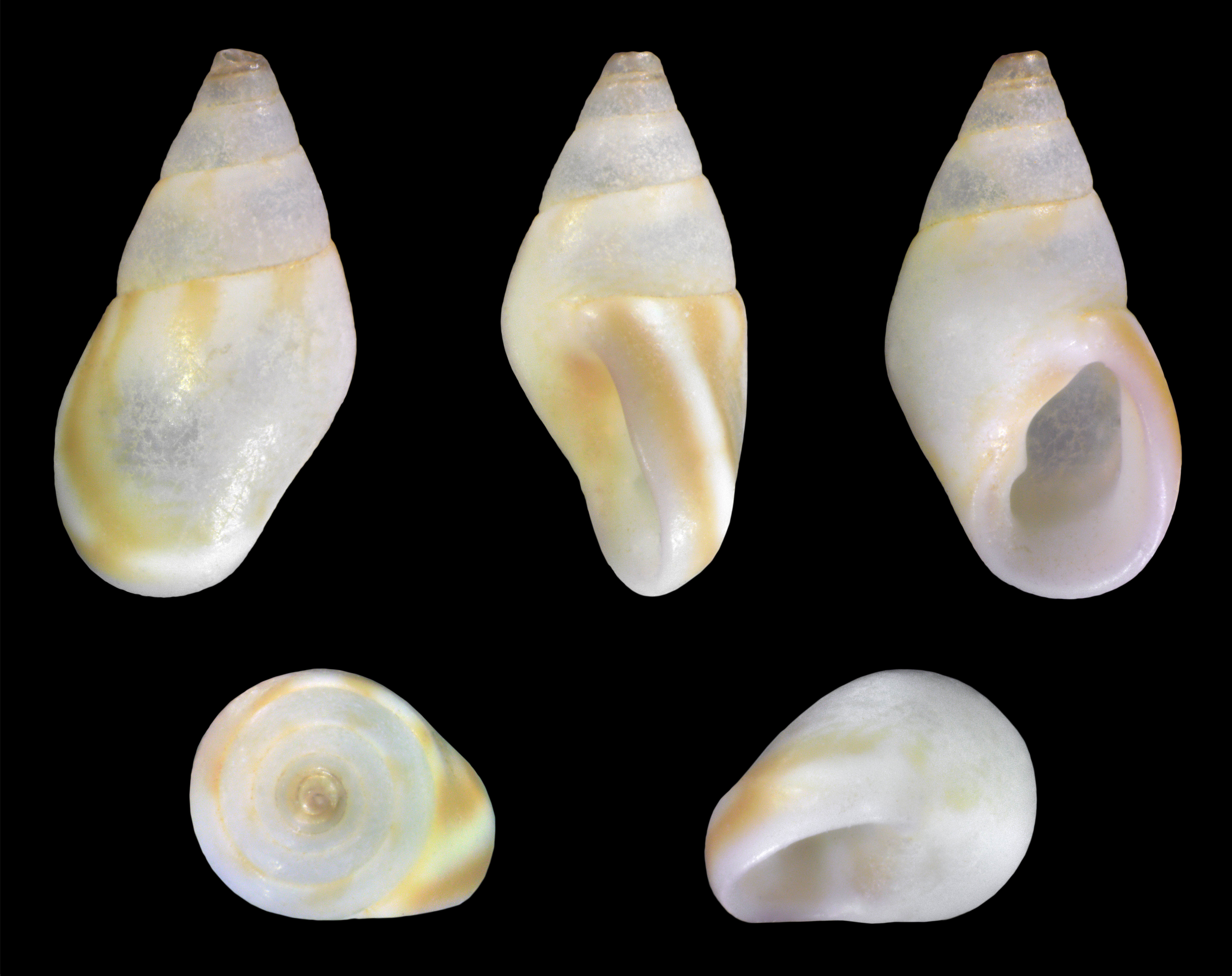
Rissoa monodonta.
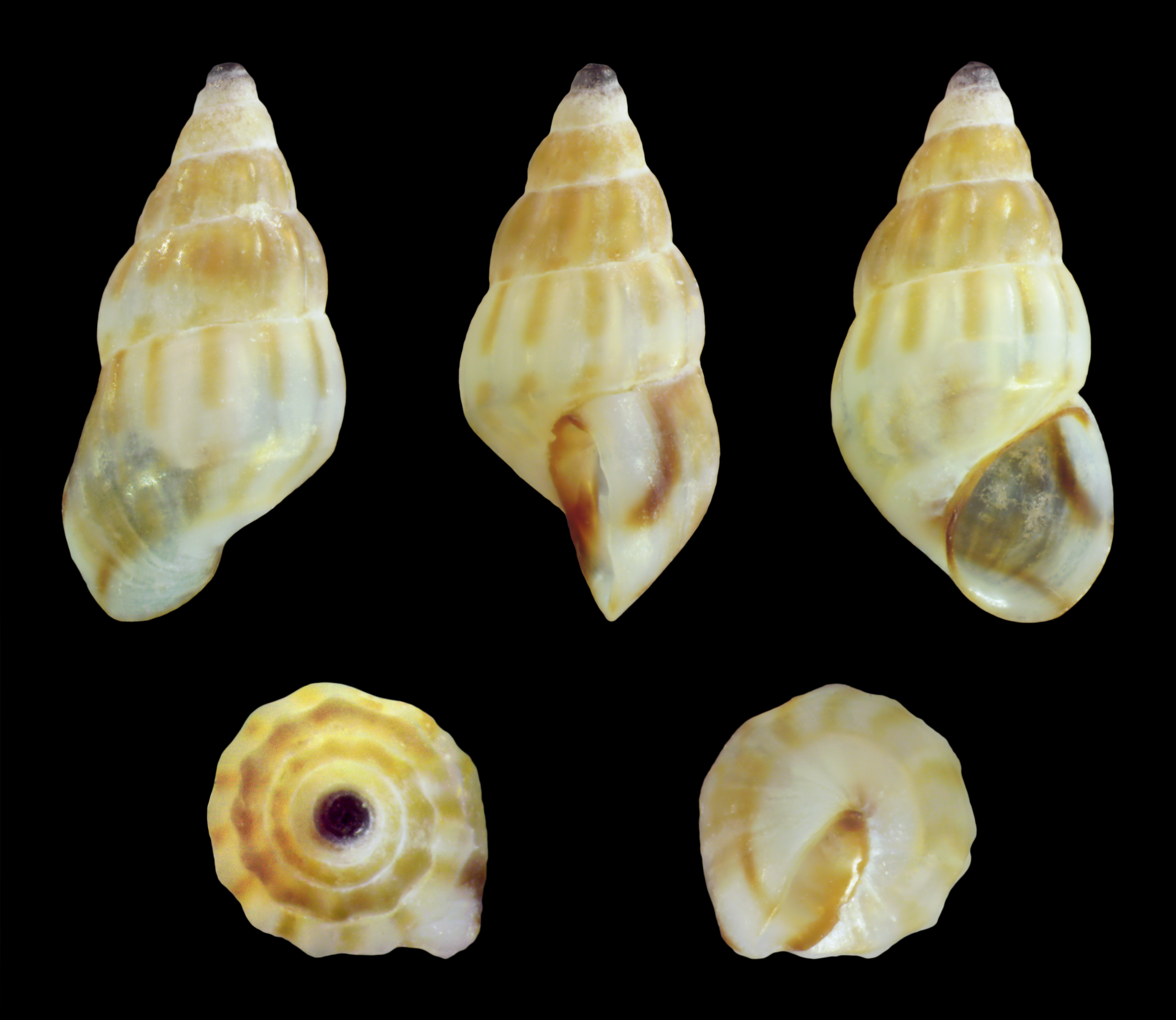
Rissoa parva.
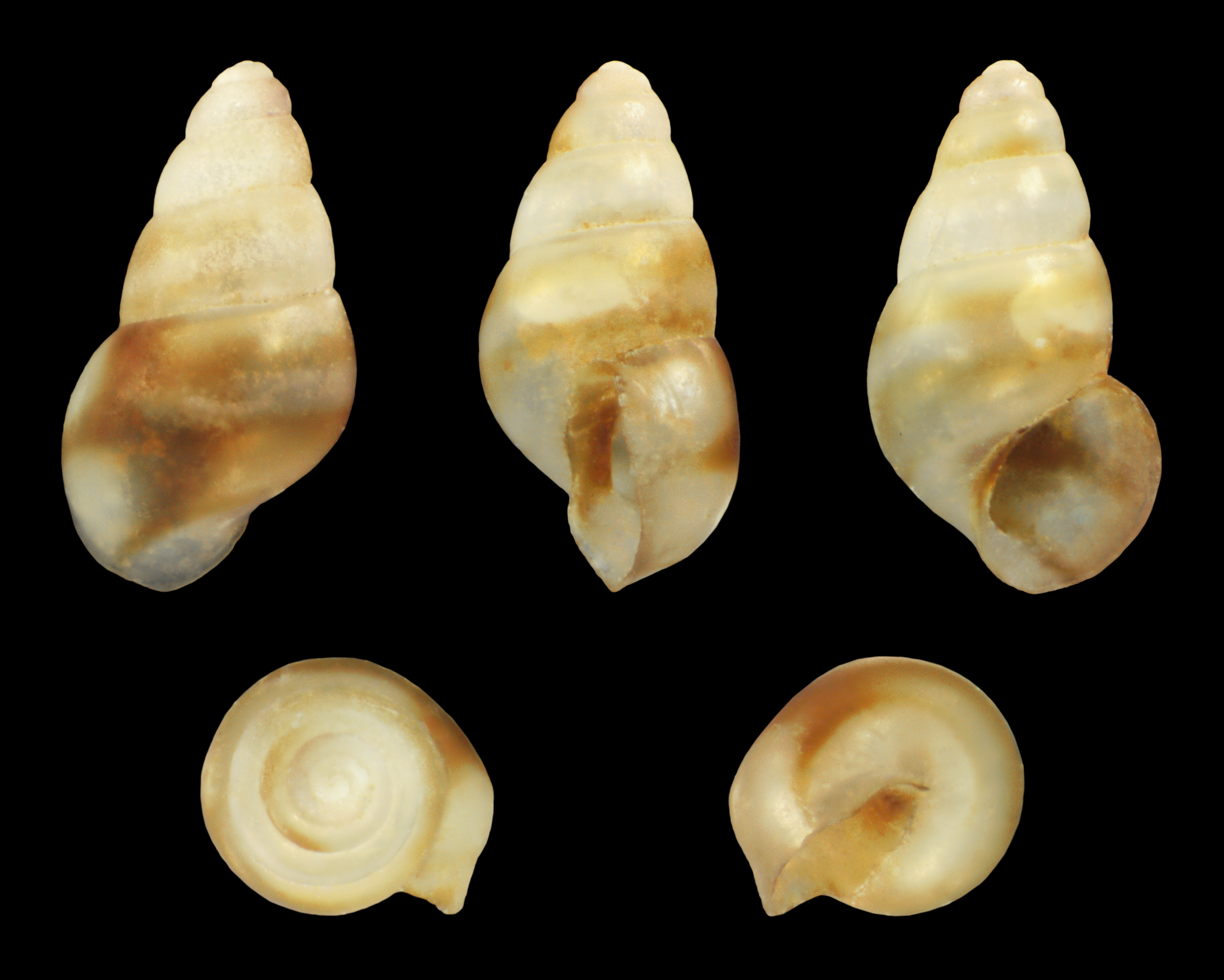
Rissoa parva interrupta var. bifasciata.
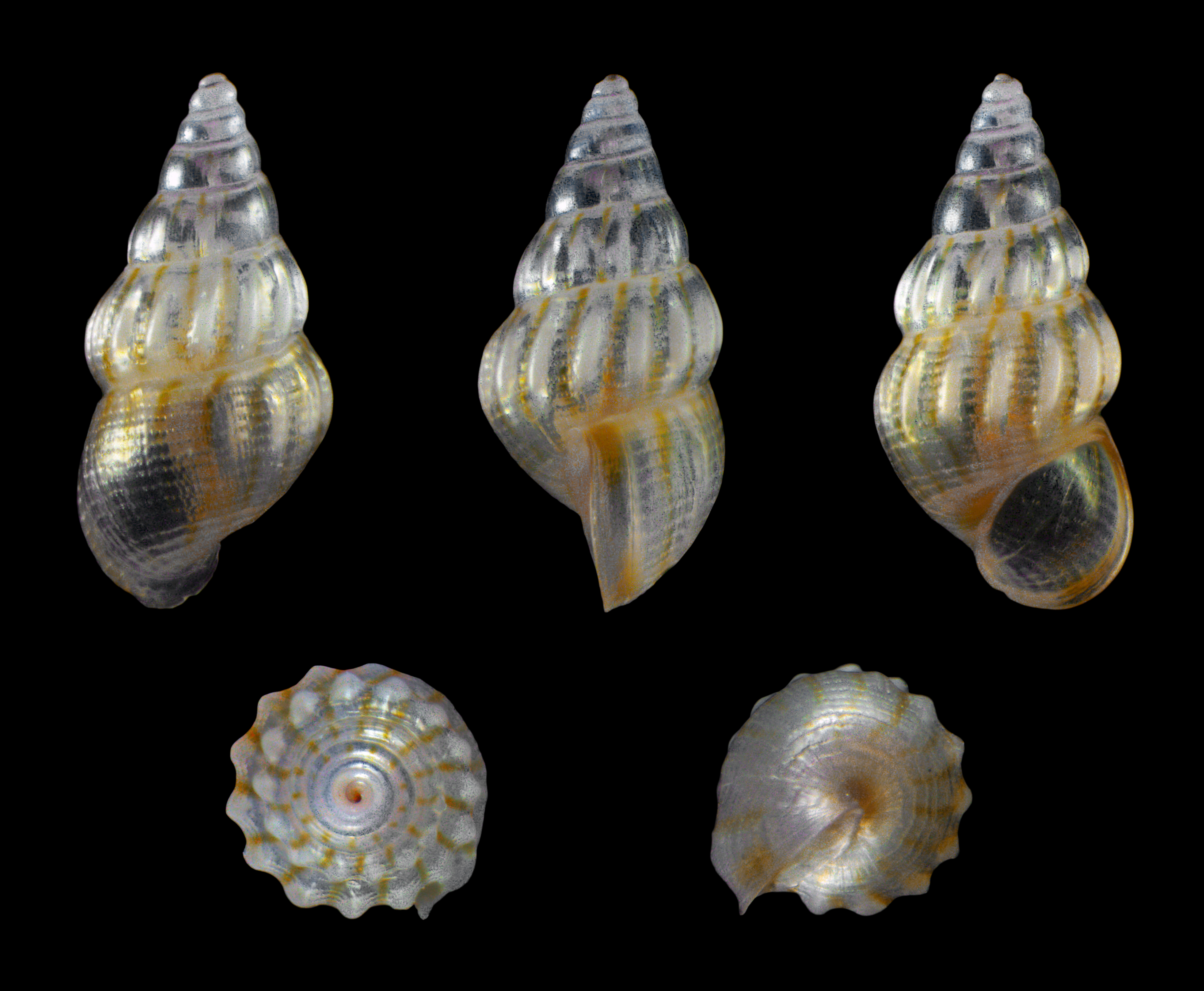
Rissoa similis.
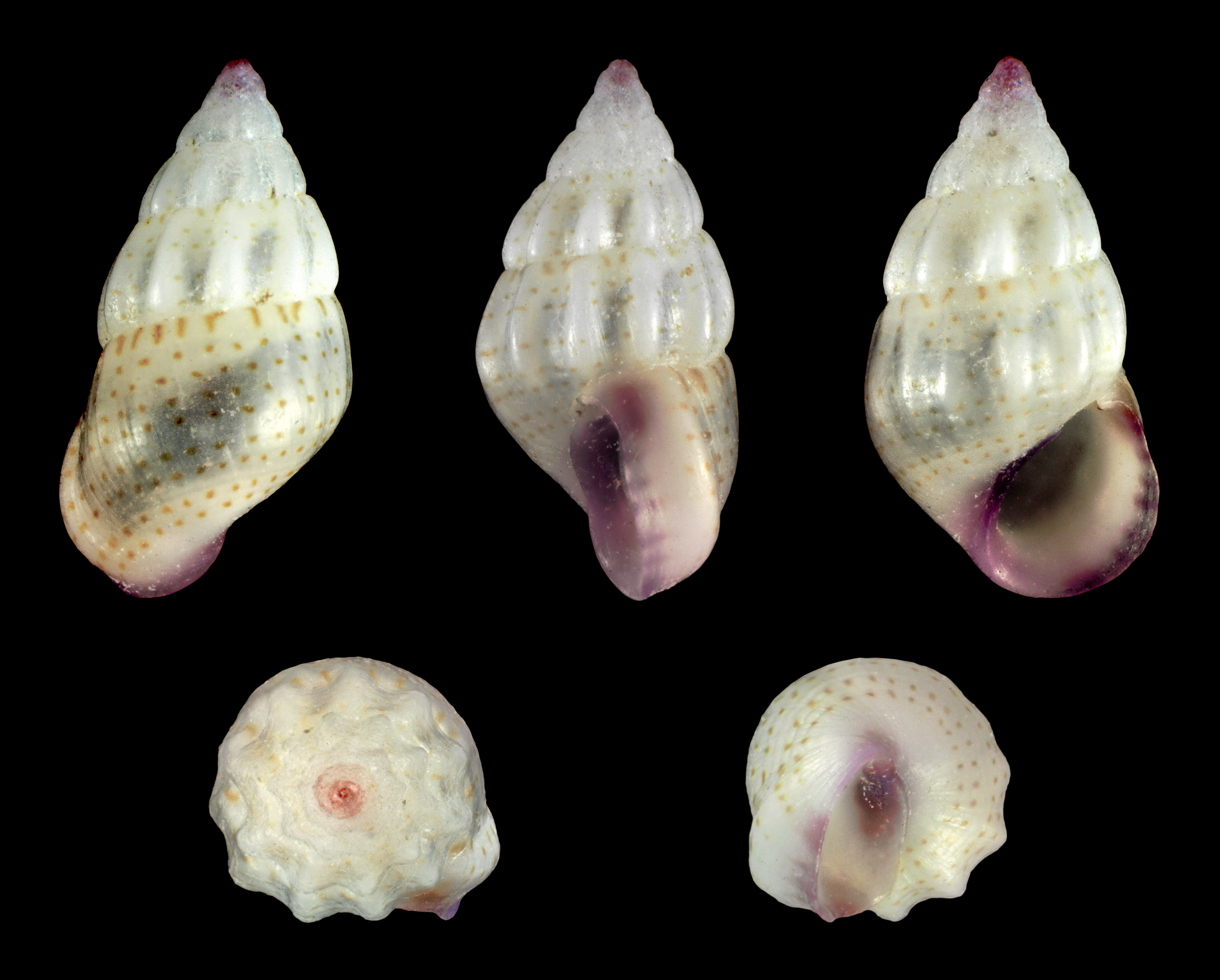
Rissoa splendida.
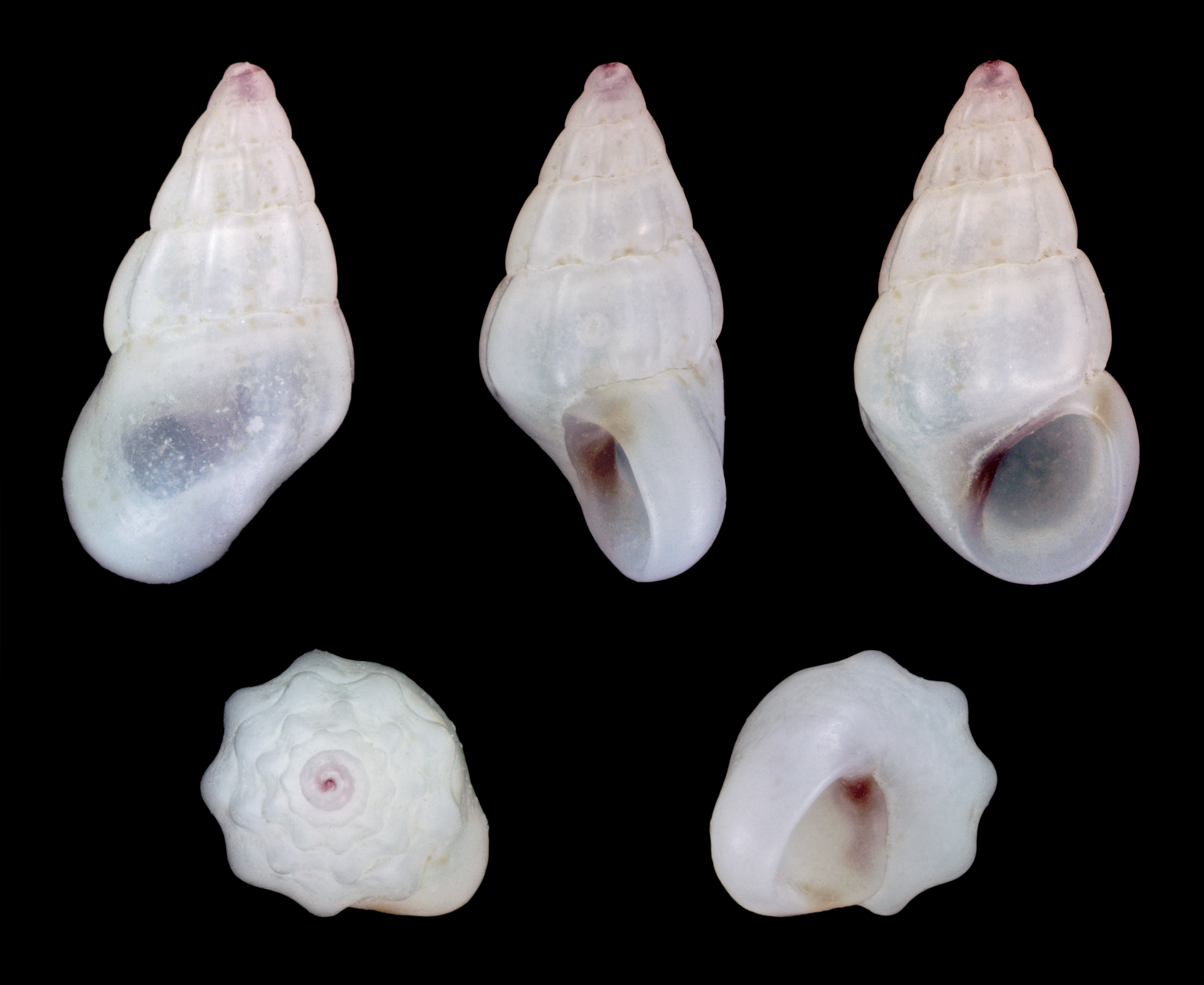
Rissoa ventricosa.